# Am Elfengrund 71
Die Villa in der Straße Am Elfengrund 71 ist ein Bauwerk in Darmstadt-Eberstadt.

## Geschichte und Beschreibung
Die Villa wurde in den Jahren 1907 und 1908 erbaut. Stilistisch gehört das Haus zur Heimatlichen Bauweise.
Das zweigeschossige Landhaus steht auf einem Bruchsteinsockel. Die Fassade besteht aus geputztem Mauerwerk. Die Giebelflächen sind holzverschindelt. Das Mansarddach ist mit Biberschwanzziegeln gedeckt. Gut erhalten sind die Fenster mit filigranen Sprossen und die Fensterläden.
Im Original erhalten geblieben sind die Raumaufteilung im Inneren der Villa mit Treppenhaus, Wintergarten, Türen und den Gewänden im Erdgeschoss.

## Denkmalschutz
Die Villa ist ein typisches Beispiel für den Heimatlichen Baustil in den 1900er-Jahren in Darmstadt.
Die Villa ist aus architektonischen und stadtgeschichtlichen Gründen ein Kulturdenkmal.